# 5e armée de chars de la Garde
Pour les articles homonymes, voir 5e armée.
La 5e armée de chars de la Garde (en russe : 5-я гвардейская танковая армия, parfois traduit « 5e armée de tanks de la Garde ») est une grande unité blindée de la Garde soviétique qui combattit lors de nombreux affrontements militaires durant la Grande Guerre patriotique, ou Seconde Guerre mondiale.

## Historique

### Formation
La 5e armée de chars de la Garde est formée le 25 février 1943 sur ordre de la Stavka du 10 février, avec le 3e corps de chars de la Garde, le 29e corps de chars, le 5e corps mécanisé de la Garde et le 994e régiment de bombardiers légers. Son organisation militaire varia à travers son histoire, mais en général elle fut composée de deux corps blindés et d'un corps mécanisé. Le 22 février 1943, le lieutenant-général Pavel Rotmistrov est nommé commandant de l'armée de chars.
Cette armée de chars était considérée comme une formation d'élite. Selon la doctrine militaire des opérations en profondeur prônée par l'Armée rouge (théorisée par Triandafillov et Toukhatchevski), une armée de chars (Танковая армия, abrégée en TA) est destinée à être engagée après une percée effectuée par une autre armée combinée (composée d'infanterie largement soutenue par des divisions d'artillerie et des brigades de tanks d'accompagnement) ; le rôle de l'armée de chars étaient de servir d'« échelon de frappe opérative » en s'enfonçant le plus loin possible en territoire adverse (jusqu'à 150 à 400 km), si possible ses corps d'armée avançant en parallèle, pour déstructurer tout le système ennemi. Les deux (3e et 5e dès mai-juin 1942) puis six armées de chars furent les fers de lance des principales offensives soviétiques de la seconde partie de la Grande Guerre patriotique.

### 1943: Koursk
En 1943, la 5e armée de chars joua un rôle significatif lors de la bataille de Koursk, étant l'une des formations engagées dans la contre-attaque de Prokhorovka. Initialement subordonnée au front de la steppe (qui sert de réserve en prévision de la contre-offensive soviétique), la 5e armée est transférée au front de Voronej qui n'arrive pas à repousser les attaques allemandes ; en plus de ses trois corps d'armée (10e corps de chars, 2e corps de chars et 5e corps mécanisé de la Garde), l'armée est renforcées avec deux corps des réserves du front : les 18e et 29e corps de chars, lui donnant une force totale d'environ 850 blindés. Malgré cela, ses assauts frontaux le 12 juillet 1943 furent tous repoussés avec de très lourdes pertes : le 13, seuls 150 à 200 chars étaient encore opérationnels.
L'armée, partiellement remise sur pied, est engagée en août 1943 dans la quatrième bataille de Kharkov (opération Roumiantsev), s'y faisant de nouveau étriller et perdant 420 de ses chars.

### 1944: Bagration
En janvier 1944, l'armée prit part à l'offensive de Kirovograd, puis en février à la réduction de la poche de Korsoun-Tcherkassy. Au printemps 1944, elle est engagée dans l'offensive Ouman-Botoșani (Umansky-Botoshansky, du 5 mars au 17 avril 1944, dans le cadre de l'offensive Dniepr-Carpates).
En préparation de la reconquête de la Biélorussie, la 5e armée de chars de la Garde est retirée d'Ukraine le 28 mai pour retourner dans la réserve de la Stavka. Début juin 1944, elle est recomplétée en véhicules et en personnel dans les forêts au nord de Smolensk. Elle est alors composée du 3e corps de chars de la Garde (ex 7e corps de chars avant la fin 1942, équipé de M4A2), du 29e corps de chars de la Garde et d'une brigade mécanisée, soit environ 450 blindés et 3 000 fantassins. Elle est intégrée au troisième front biélorusse d'Ivan Tcherniakhovski, cachée à partir du 18 juin 1944 à 30 km de la ligne de front, entre Liozno et Roudnia.
Le 22 juin est déclenchée l'opération Bagration. Le troisième front biélorusse est chargé de l'offensive Vitebsk-Orcha, comprenant une attaque sur l'axe de la route Moscou-Minsk (défendue par la 78e division d’assaut allemande), sur 15 km de large (sur la rive droite du Dniepr) par la 11e armée de la Garde, renforcée par des brigades d’artillerie, par le 2e corps de chars de la Garde Tatinskaïa et par deux régiments d’IS-2. Le 25 juin, le 2e corps de chars de la Garde est engagé plus au nord, par Boguchevsk, dans le secteur de l'armée voisine, et perce jusqu’à Tolotchine, coupant la route à l'ouest d'Orcha ; l’armée de chars est enfin introduite, avec plusieurs jours de retard sur les prévisions ; mais seulement 120 km sont parcourus en trois jours, à la même vitesse que les armées voisines, subissant des attaques par Heinkel 177. Le 28, Rotmistrov reçoit la remontrance suivante : « La Stavka est mécontente de l’action lente et indécise de la 5e armée de chars de la Garde et considère que le camarade Rotmistrov exerce mal son commandement. La Stavka exige des actions décisives qui correspondent à la situation du front. » Le 29 juin, le 29e corps arrive à Studenka (où la Grande Armée a franchi la Bérézina en 1812), tandis que le 3e corps est à Lochniza (à l’est de Borissov, sur la route). L'armée est alors arrêtée par le « groupe von Saucken » (la 5e Panzer, le 505e bataillon de Tigre et des détachements de police SS) ; Saucken, encerclé par le nord et le sud, repasse la Bérézina le 30, faisant sauter les ponts de Borissov, ville reprise par les Soviétiques le 1er juillet à l’aube.
Le 3 juillet, La 5e armée de chars de la Garde passe au nord-est de Minsk, bouclant l'encerclement des restes de la 4e armée allemande ; puis les 4 et 5, elle passe au nord de la forêt de Naliboki et est freinée dans des combats autour de Molodetchno. L'armée y perd 295 blindés en une semaine contre le 39e panzerkorps (ex groupe von Saucken),.
La formation fut ensuite employée dans l'opération visant à libérer Vilnius. Le 7 juillet, l'armée est engagée au sud de Vilnius, mais dès le 8, elle doit encaisser des contre-attaques allemandes. Le 10, la percée est acquise, l’armée fonce sur Alytus sur le Niémen et établit une tête de pont. Le 15, l'armée est retirée du front : elle est trop diminuée, tandis que la logistique est déficiente. Le 19, l'armée est engagée une nouvelle fois près de Kaunas, avec peu d'efficacité. La lenteur et les lourdes pertes subies amènent à relever Rotmistrov de ses fonctions le 8 août 1944, remplacé par le lieutenant-général Mikhaïl Solomatine (ru) (Михаил Дмитриевич Соломатин), puis dès le 18 août par le lieutenant-général Vassili Volsky (ru) (Василий Тимофеевич Вольский).

### 1944: Baltique
À la fin de l'année 1944, la 5e armée de chars de la Garde fut engagée contre la 3. Panzerarmee dans le cadre de l'offensive de la Baltique, et repoussa les forces allemandes, les forçant à se replier dans une poche de résistance à Memel. Ensuite, elle se déplaça vers le sud et prit part à l'offensive de Prusse-Orientale en étant intégrée au 2e front biélorusse alors sous le commandement de Constantin Rokossovski ; elle continua son offensive à partir de la ville d'Elbing, ce qui isola avec succès les forces de la Wehrmacht du reste de son armée en province de Prusse-Orientale, dans une poche désormais connue sous le nom de poche d'Heiligenbeil.

### Guerre froide
Après la guerre, Pavel Rotmistrov écrivit ses mémoires et l'histoire de cette unité que fut la 5e armée de chars de la Garde à travers l'ouvrage La Garde d'acier.
L'armée est renommée 5e armée mécanisée le 12 juin 1946. Elle est composée de quatre divisions : la 8e division de chars de la Garde (ru), la 29e division de chars (en), la 12e division mécanisée et la 15e division mécanisée de la Garde (ru). Le 31 octobre 1946, l'armée est réduite à la taille d'une division et prend le nom de 5e division cadre de chars de la Garde. Ses quatre divisions deviennent des régiments.
La 5e armée mécanisée de la Garde est recréée le 28 octobre 1948, ainsi que ses quatre divisions constitutives. La 15e division mécanisée de la Garde quitte la division au début des années 1950 et est remplacée par le 22e division mécanisée (en).
Elle reprend son nom de 5e armée de chars de la Garde le 20 mai 1957. La 22e division mécanisée est renommée 3e division de chars et la 12e division mécanisée 5e division de chars lourds. Cette dernière est dissoute en 1960 et la 3e division de chars est renommée 193e division de chars en 1965.
Par décret du Præsidium du Soviet suprême de l'Union soviétique du 21 février 1974, l'armée a reçu l'ordre de la Bannière rouge. De la fin de la guerre à la dislocation de l'Union soviétique en 1991, la 5e armée de chars de la Garde stationna au sein du district militaire biélorusse, avec son état-major à Bobrouisk (Babrouïsk en biélorusse). 
La Biélorussie se proclamant indépendante le 25 août 1991, les unités soviétiques présentes sur son territoire forment les forces armées biélorusses. En août 1992, la 5e armée de la Bannière rouge de la Garde est réduite à la taille d'un corps d'armée, le 5e corps d'armée de la Garde, intégré à la 5e armée de la Garde (elle-même dissoute plus tard).